# Diario Femenino
Diario Femenino era un diario español emitido desde el 27 de octubre de 1968 hasta el 15 de febrero de 1974. Fue un diario pionero que utilizaba métodos innovadores e iba destinado, en su totalidad, a la mujer. El creador y editor inicial fue Víctor Sagi (1968) y posteriormente pasó a manos de Sebastián Auger (1972) del Grupo Mundo. Fue él quién cambió el formato del diario y lo reconvirtió en una cabecera generalista. Inicialmente mantuvo su nombre bajo las siglas DF hasta su desaparición, dando lugar al nacimiento de un nuevo diario con el nombre de Mundo Diario.

## Origen
Con la llegada de la Ley de prensa de 1966, aprobada por el ministro de Información y Turismo de España, Manuel Fraga Iribarne, aparecieron multitud de nuevas cabeceras. Una de ellas llegó de la mano de Víctor Sagi Vallmitjana, reconocido publicista. Sagi tenía experiencia con publicaciones femeninas como ''Ilustración Femenina'', que será la predecesora que llevará al publicista a crear una publicación diaria destinada a la mujer, Diario Femenino.
El diario fue pionero. Además de estar datado a la vez en Barcelona y Madrid, utilizó la técnica del grabado al vacío que le proporcionaba una mejor calidad de reproducción de imágenes. Pero lo más relevante fue que estaba destinado a las mujeres. Así lo explicaba su primer director, el periodista catalán Jaime Arias. "Será el diario de la madre, de las hermanas o de la novia. Por lo tanto, también una cosa nuestra [de los hombres]".
Su visión progresista quedaba clara con su primer equipo de dirección. Jaume Arias era el director con Josep Pernau como subdirector. Isabel Cajilde fue jefa de redacción.
El diario era muy crítico con los temas que habitualmente se publicaban en los medios pensados para mujeres. Cada día anunciaba los reportajes del día siguiente y tenían un tratamiento nada acomodaticio. Incluso, era en buena parte un diario feminista por los redactores y redactoras que trabajaban en él. En la redacción estaban María Eugenia Ibáñez, Lídia Falcón, Marina Bru, Carmen Alcalde, Eliseo Bayo, Miguel Ángel Bastenier, Teresa Rubio, Josep Moya-Angeler y Santiago Vilanova, entre otros. Con firmas como Enrique Rubio, Maria Aurèlia Capmany, Eva Monte, Susana March y Anna Maria Matute. Para la fotografía Sagi disponía de Oriol Maspons y Julià Peiró. Fue un diario con gran parte de su redacción formada por mujeres. Algo poco habitual en la época teniendo en cuenta que en aquel momento las mujeres solo representaban el 12% del sector. 
Diario Femenino se publicaba a diario con una edición especial los domingos. Y supuso un paso adelante para el oficio de la mujer periodista.

## Etapas y directores
Jaume Arias fue el primer director después de haber trabajado en importantes publicaciones como la Agencia Mencheta, El Noticiero Universal, ABC, Paramount Films, Hola, Gaceta Ilustrada o La Vanguardia. Aparte de ser periodista había ejercido como publicista y relaciones públicas, por este hecho, tenía una buena relación con las autoridades oficiales y con las élites artísticas y culturales de la época. En Paramount Films había ejercido de embajador de estrellas de Hollywood como Sofia Loren o Ava Gardner. Por todo este bagaje Victor Sagi vio en Arias la persona adecuada para dirigir Diario Femenino.
Sagi tenía la autoridad, como editor del diario, de nombrar el director, según marcaba la Ley de Prensa de 1966. Pero todavía era necesario pasar el filtro ejercido por el Ministerio de Información y Turismo de Fraga Iribarne. Con la figura de Jaume Arias al frente del diario, además de elegir a una persona de confianza, no despertaría ninguna suspicacia y, en caso de recibir algún expediente sancionador, no habría consecuencias muy graves. 
Jaume Arias contaba a su lado con la experiencia de Josep Pernau como subdirector, con gran experiencia a Tele/eXpres y, sobre todo, El Correo Catalán. La encargada de la delegación en Madrid, situada en la calle Bermúdez 66, fue Isabel Cajide quién había dirigido la revista Artes. Arias fue quien se encargó de llevar a las páginas literarias y de opinión una importante representación del feminismo español con nombres como Ana Maria Matute, Maria Aurèlia Capmany o Carmen Alcalde.
Una serie de cambios al frente de La Vanguardia llevaron a Jaume Arias a ocupar el lugar de cronista especializado en temas europeos. Con su marcha, pasará a dirigir el diario el 2 de octubre de 1969 la redactora Àngels Masó que trabajaba en el diario como especialista en temas médicos. El nombramiento de Àngels Masó supuso un hecho histórico, fue la primera mujer nombrada directora de un diario desde el final de la Guerra Civil.
Masó fue directora del diario durante dos años y reorientó la cabecera hacia los contenidos más rosas. Una oferta de La Vanguardia para cubrir las páginas de cine la llevó a abandonar la dirección el abril del 71. La dirección pasó entonces a manos de un periodista con muy recorrido, Ramón Solanes. Ya en 1967 había sonado como primer director del diario de Sagi, pero durante aquella época Solanes ejercía como director de programas de TVE en Cataluña. Era la mano derecha del responsable de RNE-TVE en Cataluña, Jorge Arandes. El cese de Arandes el 1971 llevó a Ramón Solanes a pedir una excedencia. En aquel momento acudió a Sagi quién lo convirtió en director de la cabecera el primero de agosto de 1971.
Ramón Solanes será el director de Diario Femenino hasta su desaparición y reconversión en Mundo Diario. Durante esta época tendrá a favor su buena relación con el delegado del Ministerio de Información y Turismo en Barcelona.
Con el cierre del registro para crear nuevas empresas periodísticas, Sebastián Auger decidió comprar el diario. El anterior editor había puesto el diario en venta debido a las constantes pérdidas y Auger encontró la oportunidad para poner en marcha una cabecera. Diario Femenino se trasladó el 19 de abril de 1972 de sus instalaciones en Consejo de Ciento hasta los locales de la Editorial Mencheta en la calle Llúria 35. Aquel mismo día cambió su formato tradicional.
Auger cambió el nombre de la cabecera a DF el 4 de octubre del 72 con la intención de ampliar el público potencial. Manteniendo a Ramón Solanes en la dirección, DF se convirtió en un diario de información general y se empezó a tramitar el expediente para cambiar el nombre de la cabecera. En aquel momento, DF había dejado de ser el proyecto inicial de Víctor Sagi. La desaparición definitiva de Diario Femenino/DF fue el 15 de febrero de 1974. 

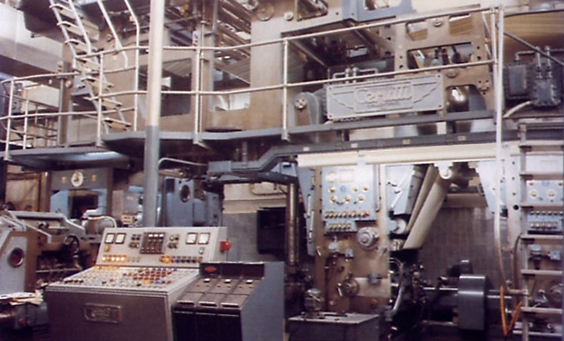
Rotativas de Gráficas Industriales donde se imprimía Diario Femenino

## La censura
A pesar de que se había derogado la censura previa con la ley de 1966 se continuaban imponiendo sanciones y órdenes de secuestro de publicaciones.
La clara tendencia feminista de Diario Femenino le generó más de una complicación a su primer director, Jaume Arias. El diario combinaba la carrincloneria con la audacia de algunos de sus reportajes. Este hecho, a pesar de ser una buena vía de escape, no impidió la sanción por un reportaje/encuesta sobre el divorcio bajo el título genérico «Debates en la Redacción». El artículo, publicado el 24 de noviembre de 1968 ponía en cuestión la necesidad de una ley del divorcio. Durante los años sesenta poner en entredicho una institución sagrada como el matrimonio era considerado un delito. El reportaje/encuesta proponía una formulación muy clara: divorcio sí o no. Los resultados favorables a una nueva ley propiciaron un artículo de Carmen Alcalde, reconocida feminista.
El 1 de julio de 1969 Diario Femenino publicó la resolución de la Dirección General de Prensa en contra de la publicación de reportajes y encuestas sobre el divorcio, según decía el expediente instruido en contra del director Jaume Arias. El expediente contra el director de la cabecera se resolvió con una infracción leve, de solo 2.500 pesetas, una cantidad insignificante teniendo en cuenta que el importe de las multas rondaba habitualmente las 50.000 o 250.000 pesetas.
Carmen Alcalde tuvo que abandonar la redacción de Diario Femenino, lo qué provocó un movimiento de solidaridad por parte de sus compañeras que presentaron la dimisión. La cabecera de Víctor Sagi buscaba el equilibrio entre lo feminista y lo femenino pensando en un público amplio. Por esta razón, era muy habitual encontrar artículos muestra del clasicismo de la dictadura con, por ejemplo, un artículo de Eliseo Bayo sobre la revolución sexual en España.

## El Feminismo y Diario Femenino
Víctor Sagi, como experimentado publicista que fue, siempre había buscado productos destinados en la mujer. Veía a la mujer como alguien capaz de decantar la balanza para comprar un producto o no. De este modo, nació su intención para buscar diferentes vías de conexión con la audiencia femenina.
Diario Femenino fue la culminación de un proyecto donde apostó por aquellas periodistas y plumas más influyentes del mundo femenino que formaron la llamada sección «Nuestro canal» donde cada día se publicaban algunos de los artículos más atrevidos del diario. Algunos de los primeros artículos fueron:
- "El sueldo de las amas de casa", de Josefina Carabias, escrito para un número 0 que nunca se publicó.
- "Mujer, adjetivo calificativo", de Lidia Falcón, escrito para un número 0 que nunca se publicó.
- "El salario del atraso", de Lidia Falcón, para la edición del 30 de octubre de 1968.
- "Hay que dar la batalla", de Eva Monte, para la edición del 31 de octubre de 1968.
- "Hijos de padres desaparecidos", de Lidia Falcón, para la edición del 12 de noviembre de 1968.
- "Callar a tiempo", de Anna Maria Matute, para la edición del 19 de noviembre de 1968.
- "Feminismo y antifeminismo", de Susana March, para la edición del 24 de noviembre de 1968.
- "El objeto mujer, la publicidad y la sociedad del consumo" de Maria Aurèlia Capmany, para la edición del 27 de noviembre de 1968.

## Evolución
Desde un principio Diario Femenino fue presentado como un diario progresista. Su público potencial femenino se estimaba, según el Banco Español de Crédito, en 16,75 millones de mujeres, lo que representaba el 70 por ciento de las mujeres de España.
El principal problema que generó la cabecera fueron las constantes pérdidas: 22,3 millones de pesetas en 1969 y 17 millones el 1970. El capítulo de costes de redacción, distribución, industriales y administración del balance contable a 31 de diciembre de 1970 era de 40,8 millones de pesetas. Solo la impresión de Diario Femenino representaba 15,7 millones anualmente, más 6,8 en concepto de papel.
El grupo Sagi estaba consolidado en 1971 con una economía fuerte, pero la sangría de Diario Femenino no se podía mantener por mucho más tiempo, por eso, se decidió poner la cabecera en venta. Víctor Sagi buscó comprador y lo encontró en la figura de Sebastián Auger. La compra se formalizó el 25 de noviembre de 1971 y Ilustración S.A. fue absorbida por el Grupo Mundo por un precio de 12,5 millones de pesetas, manteniendo la estructura del diario con Ramon Solanes al frente.
La venta se anunció el día 2 de diciembre avanzando que se mantendría la esencia del diario. El anuncio era bien explícito, pero con el tiempo esta idea se fue deshaciendo. El primer paso fue el anuncio, a pesar de que tardó dos años en el cambio de nombre a Mundo Diario, después se cambió de instalaciones y finalmente el nuevo enfoque al mundo generalista.
Con Sebastián Auger Diario Femenino/DF cambió totalmente de filosofía. Solo mantenía respecto a la etapa inicial una buena parte de la nómina de redactores y colaboradores. 

## Aspectos técnicos
En cuanto a la técnica, la cabecera de Víctor Sagi fue innovadora. Se optó para hacer el diario con grabado al vacío, una técnica poco utilizada por los diarios que permitía que la calidad de las imágenes fuera óptima. Con el cambio de propietario el 1972 se optó por dar el paso a la tipografía, debido al coste del grabado al vacío y las pocas posibilidades para incluir informaciones de última hora, esto si, se mantenían todavía algunas páginas al vacío. Siempre conservó su mancha roja como cabecera del diario. El formato elegido fue el tabloide (29 x 37,5cm) que se mantuvo hasta la adquisición de Auger cuando pasó a ser gran folio (600 x 380 mm). La tirada inicial del diario era de 30.000 ejemplares, a un precio de 3 o 4 pesetas. Siempre se mantenían las páginas en el intervalo de 24 a 32 a 5 columnas, a pesar de que en su etapa final era de 16 páginas a 6 columnas o 28 páginas a 6 columnas, el formato varió entre 1972 y 1973. Se editaba todos los días para salir en la edición de la mañana.

## Secciones
Aparte de las secciones de actualidad tradicionales en la mayor parte de los diarios había una serie de secciones que se repetían con bastante asiduidad:
- "Nuestro canal", era la página 11 de Diario Femenino donde las diferentes representantes del movimiento feminista Publicaban sus artículos o reportajes cortos más críticos.
- "Actualidad internacional"
- "Actualidad local".
- "Moda", noticias sobre moda, que escribían Teresa Rubio y Marina Bru, con fotografías sobre pasarelas de moda y pies de fotografía que identificaban señoras de la burguesía catalana.
- "Reportajes".
- "Sucesos".
- "Salud".
- "Juventud y Deportes".
- "Vida social y Problemas de la infancia".
- "Cocina".
- "Programación", con toda la información sobre la parrilla de TVE.
- "Cartelera de espectáculos", con críticas cinematográficas o teatrales, por ejemplo, en el primer ejemplar aparece una crítica de los films 2001 Odisea en el espacio y Los indiferentes.

## Editores
- Víctor Sagi (1968-1972)
- Sebastián Auger (1972-1974)

## Dirección
- Jaume Arias (1968-1969)
- Àngels Masó (1969-1971)
- Ramon Solanes (1971-1974)

## Redacción y colaboraciones
- Maria Eugènia Ibáñez (reportajes y Nuestro canal).
- Isabel Cajilde (redactora en ninguna).
- Lidia Falcón (Nuestro canal).
- Marina Bru (moda)
- Carmen Alcalde (reportajes y Nuestro canal)
- Eliseo Bayo (grandes reportajes)
- Josep Pernau (subdirector)
- Miguel Ángel Bastenier (actualidad nacional e internacional)
- Teresa Rubio (moda)
- Josep Moya-Angeler (juventud y deportes)
- Santiago Vilanova
- Enrique Rubio
- Maria Aurèlia Capmany (Nuestro canal)
- Eva Monte (Nuestro canal)
- Susana March (Nuestro canal)
- Anna Maria Matute (Nuestro canal)
- Oriol Maspons (fotógrafo)
- Julià Peiró (fotógrafo)
- Conchita Muñoz (reportajes)
- Sílvia Ruiz (cocina)
- Josep Postius (fotógrafo)
- Àngels Masó (reportajes y temas médicos)
- Carmen Maluenda (problemas de la infancia y vida social)
- Conchita Boada (actualidad en Madrid)
- Cristina Tuesta (actualidad en Madrid)
- Jesús Bonet (coordinación de sucesos y espectáculos)
- Jesús Rovira (compaginador)
- Conrado Quiles (compaginador)
- Concha Alós (Nuestro canal)
- Josefina Carabias (Nuestro canal)
- Munsó Cabús(crítica cinematográfica)